# Conversația
Conversația (titlul original: în engleză The Conversation) este un film dramatic de spionaj american, 
realizat în 1974 de regizorul Francis Ford Coppola, protagoniști fiind actorii Gene Hackman, John Cazale, Allen Garfield și Cindy Williams. 

## Rezumat
Harry Caul, un expert în supraveghere din San Francisco, este specializat în servicii de ascultare telefonică. El și echipa sa sunt angajați de un client, care se identifică drept „Directorul”, pentru a asculta un cuplu care se plimbă prin Union Square. În ciuda zgomotului de fond, Caul filtrează și îmbină benzile pentru a crea o înregistrare clară cu un sens ambiguu. Caul este extrem de retras, păstrându-și în mod obsesiv propriul secret, bântuit de vinovăția unei slujbe din trecut care a dus la trei morți.
În ciuda faptului că Harry Caul insistă că nu este responsabil pentru modul în care clienții săi folosesc supravegherea, el este tulburat de vinovăție și de credința sa catolică. Când descoperă o frază potențial periculoasă în înregistrare, „Ne-ar ucide dacă ar avea ocazia”, Caul devine din ce în ce mai paranoic. Încercarea sa de a preda înregistrarea este zădărnicită, iar el crede că este urmărit și păcălit.
Caseta este furată de o prostituată pe care Caul a angajat-o, Meredith, iar el primește un telefon de la Martin Stett, asistentul directorului, care îl informează că acesta nu mai poate aștepta. Caul află că femeia din înregistrare este soția directorului, implicată într-o aventură. Caul, suspectând că este vorba de o crimă, rezervă o cameră de hotel lângă cea menționată în înregistrare și aude o ceartă aprinsă. Convins că a fost martorul unei crime, Caul pătrunde în cameră, dar inițial nu găsește nicio dovadă, până când trage din întâmplare apa la toaletă și o găsește înfundată și plină de sânge.
Încercând să-l confrunte pe director, Caul descoperă că soția este în viață și nevătămată, la fel ca și iubitul ei. Un titlu de ziar dezvăluie presupusa moarte a unui director într-un accident de mașină, ceea ce îl face pe Caul să realizeze că, de fapt, cuplul l-a ucis pe director. Lui Caul i-a scăpat accentul pus pe „noi” în înregistrare, ceea ce semnifică nu doar teama cuplului de a fi ucis de director dacă acesta ar fi descoperit aventura, ci și propriul lor plan de a-l ucide primul.
Stett îl avertizează pe Caul să nu investigheze mai departe, punând o înregistrare cu saxofonul lui Caul pentru a dovedi că ei ascultă. Caul caută cu frenezie microfoane în apartamentul său, distrugând aproape totul, cu excepția saxofonului său. În cele din urmă, Caul rămâne singur printre dărâmături, cântând la saxofonul său, singura parte intactă din viața sa.

## Distribuție
- Gene Hackman – Harry Caul
- John Cazale – Stan
- Allen Garfield – William P. „Bernie” Moran
- Cindy Williams – Ann
- Frederic Forrest – Mark
- Harrison Ford – Martin Stett
- Michael Higgins – Paul
- Elizabeth MacRae – Meredith
- Teri Garr – Amy Fredericks
- Phoebe Alexander – Lurleen
- Mark Wheeler – recepționerul
- Robert Shields – doi mimi
- Robert Duvall – directorul[3]

## Melodii din film
În film sunt cuprinse următoarele melodii:
- Sophisticated Lady, compusă de Duke Ellington
- Bill Bailey Won't You Please Come Home, interpretată de Hughie Cannon
- When the Red Red Robin Comes Bob Bob Bobbin' Along, interpretată de Harry M. Woods
- When I Take My Sugar To Tea, compusă de Sammy Fain
- To Each His Own, compusă de Jay Livingston
- Out of Nowhere, compusă de Johnny Green
- I Remember You, compusă de Victor Schertzinger
- Take Five, interpretată de Paul Desmond

## Premii și nominalizări
- 1975 – Premiile Oscar
  - Nominalizare la Cel mai bun film lui Francis Ford Coppola
  - Nominalizare la Cel mai bun scenariu original lui Francis Ford Coppola
  - Nominalizare la Cel mai bun sunet lui Walter Murch și Art Rochester
- 1975 – Globul de Aur
  - Nominalizare la Cel mai bun film dramatic
  - Nominalizare la Cel mai bun regizor lui Francis Ford Coppola
  - Nominalizare la Cel mai bun actor (dramă) lui Gene Hackman
  - Nominalizare la Cel mai bun scenariu lui Francis Ford Coppola
- 1975 – Premiul BAFTA
  - Cel mai bun montaj lui Walter Murch și Richard Chew
  - Cel mai bun sunet lui Art Rochester, Nathan Boxer, Michael Evje și Walter Murch
- 1974 – National Board of Review
  - Cel mai bun film
  - Cel mai bun regizor lui Francis Ford Coppola
  - Cel mai bun actor lui Gene Hackman
- 1974 – Festivalul de Film de la Cannes
  - Palme d'or lui Francis Ford Coppola
  - Premiul Juriului Ecumenic – (Menziune Specială)
- 1975 - Kansas City Film Critics Circle Award
  - Cel mai bun film
  - Cel mai bun regizor lui Francis Ford Coppola
- 1974 – New York Film Critics Circle Award
  - Cel mai bun actor lui Gene Hackman